# Mellangrunden
Mellangrunden, finska: Välikarit, är en ö i Finland. Den ligger i Finska viken och i kommunen Helsingfors i den ekonomiska regionen  Helsingfors i landskapet Nyland, i den södra delen av landet. Ön ligger omkring 12 kilometer öster om Helsingfors.
Öns area är 0,4 hektar och dess största längd är 180 meter i nord-sydlig riktning.